# Мегре, Анн
Анн Мегре (фр. Anne Meygret, р.15 февраля 1965) — французская фехтовальщица-рапиристка, олимпийская призёрка.

## Биография
Родилась в 1965 году в Ницце. В 1984 году стала обладательницей бронзовой медали Олимпийских игр в Лос-Анджелесе в командном первенстве. 